# Gallipoli (półwysep)
Gallipoli (tur. Gelibolu, w starożytności Chersonez Tracki) – półwysep w europejskiej części Turcji, nad Morzem Egejskim, pomiędzy cieśniną Dardanele (prowadzącą na Morze Marmara) a zatoką Saros na północy. Długość półwyspu wynosi ok. 90 km, szerokość do 21 km. Głównym miastem jest Gallipoli.

## Historia
W 1356 półwysep został opanowany przez Turcję jako pierwsza turecka posiadłość w Europie (zob. zdobycie Gallipoli).
Gallipoli jest znane przede wszystkim jako miejsce desantu i późniejszych walk (zob. bitwa o Gallipoli) wojsk angielskich (także australijskich i nowozelandzkich) oraz francuskich w czasie I wojny światowej, w okresie od kwietnia 1915 do stycznia 1916 roku. Operację wojsk sprzymierzonych przygotował ówczesny I lord Admiralicji, a późniejszy premier Wielkiej Brytanii Winston Churchill. Celem operacji było opanowanie cieśnin czarnomorskich i otwarcie drogi wodnej łączącej państwa ententy i Rosję. Wskutek niedogodnych warunków i silnego oporu wojsk tureckich walki zakończyły się ostatecznie klęską wojsk sprzymierzonych i ogromnymi stratami osobowymi obu walczących stron - odpowiednio 180 i 220 tys. żołnierzy. W czasie walk na półwyspie zasłużył się dowódca armii tureckiej Mustafa Kemal, znany później jako Kemal Atatürk, założyciel nowoczesnego państwa tureckiego po upadku Imperium Osmańskiego.